# Manuel Félix Origone
Manuel Félix Origone Precursor y Benemérito de la Aeronáutica Argentina y Panamericana, y Primer Mártir de la Aviación. Origone se convirtió en el primer mártir de la aviación argentina siendo militar; el primer civil muerto en un accidente en la aviación argentina fue Lorenzo Eusebione, el 26 de enero de 1913, mientras preparaba su avión Castaibert IV con el fin de asistir a los homenajes que se habían organizado para honrar a Origone.

## Historia
Hijo de un inmigrante genovés, nació en Villa Mercedes el 6 de enero de 1891. En 1907, habiendo completado sus estudios primarios, se trasladó a Buenos Aires para ingresar al colegio jesuita de El Salvador. A los 15 años de edad definió su vocación militar, ingresando al Colegio Militar en 1908. Requirió para ello una autorización especial de su padre, por no contar con la edad mínima para el ingreso al instituto.
Teniente Manuel Félix ORIGONE
1893-1913
Precursor y Benemérito de la Aeronáutica Argentina y Primer Mártir de la Aviación Argentina. Desde 1942, el 19 de enero fue establecido como Día de los Muertos de la Aviación Militar en memoria de la generosa entrega del Aviador Manuel Félix Origone
En julio de 1910 egresó del Colegio Militar con el grado de Subteniente y con el primer promedio de egreso del arma de artillería. En 1911 es destinado al Batallón 1.º de Obuses de Campaña con asiento en Campo de Mayo. La naciente actividad aeronáutica lo cautivó y el 5 de septiembre de 1911 realizó su primera ascensión en globo. En 1912 se comenzó el acondicionamiento del campo de El Palomar de la recién creada Escuela de Aviación Militar. Origone, gracias a la sólida posición económica familiar, donó una aplanadora para realizar la pista de aterrizaje. El 4 de Noviembre comenzó el curso de aviador y el 20 de diciembre obtuvo el título de piloto aviador internacional.
El 19 de enero de 1913, el recién ascendido Teniente Origone, cayó inmolado al romperse el ala de su Blériot XI sobre la localidad de Domselaar, mientras realizaba un raid entre Buenos Aires y Mar del Plata en malas condiciones meteorológicas. Sus restos descansan al pie del monumento que honra su memoria en la ciudad de Villa Mercedes.
Desciende de una familia de origen genovés; nació en Villa Mercedes (San Luis, Argentina) el 6 de enero de 1891.
Sus padres fueron Rafael Origone, y Dolores Pereira. En su ciudad natal cursó los estudios primarios y a los 14 años se trasladó a Buenos Aires donde continuó con su educación secundaria en el Colegio Del Salvador, dependiente de los padres jesuitas.
El 1 de septiembre de 1908 egresa como subteniente de artillería del Colegio Militar de la Nación, siendo destinado al Regimiento 1 de Obuses. Más tarde, en agosto de 1912, ingresa en la Escuela de Aviación Militar, integrando el primer curso de alumnos de la misma, obteniendo el «brevet» internacional de piloto del Aero Club Argentino (n.º 17) en noviembre del mismo año, siendo el segundo oficial del Ejército en conseguirlo. Fue ascendido a teniente el 15 de enero de 1913.
PRIMER CURSO DE AVIADORES MILITARES
Fotografía del primer curso de la Escuela de Aviación Militar, tomada el 4 de noviembre de 1912, fecha de presentación de los cursantes.
Figuran en la fotografía: Teniente Saturnino Pérez Ferreyra, Subteniente Manuel Félix Origone, Teniente de Navío Melchor Z. Escola, Teniente Carlos Giménez Kramer, Teniente Alfredo Agneta, Ingeniero Jorge A. Newbery a cargo de la Dirección Técnica, el director de la Escuela de Aviación Militar Coronel Arenales Antonio Uriburu, Ingeniero Alberto R. Mascías que se desempeñaba como instructor, Teniente Primero Raúl E. Goubat, Teniente Pedro Zanni, Teniente Primero Baldomero Biedma, Teniente Leopoldo Casavega y Teniente Juan Carlos Ferreyra. El Teniente Primero Aníbal Brihuega es el único integrante del curso que no figura en la fotografía.
Los 11 alumnos del primer curso obtuvieron el brevet internacional de piloto que otorgaba el Aero Club Argentino. Obtuvieron además el título de Aviador Militar Jorge A. Newbery y Alberto R. Mascías, por distinción especial del Ministerio de Guerra, los Teniente Primeros Goubat y Brihuega y los Tenientes Biedma, Zanni y Ferreyra.
En 1913, el Aero Club Argentino organiza un «raid» aéreo a Mar del Plata, por los festejos de la inauguración de la lujosa y famosa, pero hoy desaparecida, rambla Bristol de esa ciudad . A las 4:38 del 19 de enero de 1913 se inician los vuelos; desde «El Palomar» parte el piloto alemán Lübbe, acompañado por el argentino Alberto Mascías en un «Rumpler Taube». A las 5:10 salen el teniente Manuel Origone y el cabo conscripto Teodoro Fels, ambos oriundos de Villa Mercedes, y ambos en aviones «Blériot» de 50 HP, mientras desde Villa Lugano parte el francés Paul Castaibert en un monoplano de su construcción. Pocas horas después, debido a malas condiciones climáticas, los pilotos deben aterrizar por el camino. Origone, por su parte, decide seguir, pero los fuertes vientos de un frente de tormenta con el que se topa hacen que pierda el control de la nave y caiga desde unos 300 metros de altura, en las cercanías de Domselaar, perdiendo la vida en el accidente.
Así, Origone se convierte en la primera víctima fatal de la aviación argentina. 
Sus restos, inhumados en el cementerio de la Chacarita (Ciudad de Buenos Aires - Argentina) fueron trasladados a un mausoleo en su ciudad natal el 1 de diciembre de 1962 (Villa Mercedes, San Luis).

## Homenajes
- El sitio y paraje donde se estrelló su aeronave en la localidad de Teniente Origone en Brandsen, lleva su nombre.
- Un conocido modelo de planeador de aeromodelismo, de la serie escolar que se promovía hasta 1955 lleva su nombre. Otros modelos de esa serie son: Dédalo, Lilienthal, Jorge Newbery.

En lo que era el Enet Nro 1  de Haedo Jorge Newbery ( colegio industrial de Aviación) en el año 1976 como parte de talleres prácticos se hacía el mencionado avión de aeromodelismo en madera balsa, los planos para su armado en incluso para solicitarlo en casas especializadas, se utilizaba el nombre de Teniente Origone.
- Una localidad del Partido de Villarino, Provincia de Buenos Aires, y su estación férrea llevan su nombre.
- El aeródromo de Villa Mercedes (San Luis), inaugurado el 19 de enero de 1936, lleva su nombre.
- Desde el 19 de enero de 1942, en Argentina, por el Decreto N.º 110695 inserto en el Boletín Militar N.º 3762, 2.ª Parte, se conmemora todos los 19 de enero el «Día de los muertos por la Aviación» en memoria del holocausto del Teniente Origone.
- La localidad granbonaerense de Longchamps, que fue sede de uno de los primeros aeropuertos argentinos, tiene una calle con su nombre.
- Muchas calles y escuelas de la Argentina llevan su nombre.
- Un monumento erigido en su honor en la Villa Mercedes, considerado el monumento fúnebre más importante de la provincia de San Luis; en dicho monumento descansan sus restos.
- La escuela de vuelo del aeroclub Villa Mercedes (san Luis) lleva su nombre
- Un club de Justiniano Posse, Córdoba, lleva su nombre
- Un club de Villa Mercedes, San Luis, lleva su nombre.
- Una escuela secundaria en Mar del Plata lleva su nombre.
- En el pueblo de Agustín Roca en cercanías a Junín, provincia de Buenos Aires, el club local se llama Origone Football Club.